# 楊沂孫
楊 沂孫（よう ぎそん、Yang Yisun、1813年 - 1881年）は、清の学者・能書家。字は泳春、号は子輿、晩号は豪叟。

## 略伝
江蘇省蘇州府常熟県出身。若い時は李兆洛に学問を学び、『管子』『荘子』に精通した。1843年に挙人となり、官職は鳳陽府知府に至った。書は最初は鄧石如の影響を受けていたが、後に金文・石鼓文・漢碑篆書や唐の李陽冰の要素を吸収し、独自の書風を確立した。

## 著作
- 『管子今編』
- 『荘子正読』
- 『文字説解問偽』
- 『在昔篇』
- 『観濠居士集』